# Animazione turistica
L'animazione turistica è l'insieme delle attività di carattere ludico, sportivo e ricreativo svolte all'interno di una struttura ricettiva da personale dedicato per intrattenere i clienti, favorirne la conoscenza reciproca e facilitare loro la fruizione dei servizi e delle opportunità che la struttura e l'ambiente circostante offrono.

## Storia
Nel 1950 ad Alcúdia, nelle Isole Baleari il fondatore del Club Méditerranée Gilbert Trigano su un'idea di Gérard Blitz estende l'animazione al turismo di massa trasformando il villaggio spartano delle origini (in cui gli ospiti erano alloggiati in tende militari, i pasti venivano cucinati a turno e l'animazione era un prodotto spontaneo del gruppo) in un'offerta turistica più accattivante: Trigano infatti ingaggia persone che, in cambio della gratuità dell'ospitalità, insegnano agli altri ospiti una disciplina sportiva o gestiscono l'accesso alle strutture sportive.
L'attività successivamente definita come animazione turistica si ritrova anche nel romanzo della scrittrice britannica Agatha Christie, C'è un cadavere in biblioteca, del 1942 dove due personaggi, Josephine e Raymond, dipendenti di un albergo di lusso, eseguono quotidianamente numeri di danza per intrattenere gli ospiti: Raymond inoltre impartisce lezioni di tennis e fa da cavaliere alle signore che vogliano ballare; Josephine organizza tavoli di bridge e aiuta gli ospiti a socializzare. 
Negli anni '60 nasce la necessità di una forma di custodia dei bambini che permetta ai genitori di impegnarsi nelle attività ricreative: sono i primi cosiddetti Mini Club, dedicati agli ospiti più giovani.
Gli anni '70 segnano un ulteriore sviluppo dell'animazione turistica con l'organizzazione dell'intrattenimento serale, costituito da giochi, piccoli spettacoli, musica e nei decenni successivi l'animazione turistica si diffonde fino a impiegare, oggi, un numero considerevole di operatori.
Facendo un confronto con le animazioni degli anni '70 e quelle degli anni odierni si possono notare alcune differenze. In un'era in cui le persone sono profondamente dedite ai propri impieghi, le vacanze costituiscono un vero e proprio momento di relax: per questo motivo l'animazione recente è molto più discreta ed organizzata, al fine di regalare esperienza indimenticabili sia agli ospiti più attivi ed energici, sia a coloro che preferiscono riposarsi in totale relax e tranquillità. 
Inoltre, con lo sviluppo delle nuove tecnologie, anche il mondo dell'animazione ha iniziato a sfruttare le innovazioni digitali per offrire servizi innovativi e di qualità, quali l'utilizzo di social network e di specifiche app per smartphone al fine di promuovere le proprie attività e di favorire un maggiore contatto tra ospite ed animatore.

## Formule e funzioni
L'attività di animazione turistica si può suddividere in diverse tipologie.

### Animazione di contatto
L'animazione di contatto è il fondamento di ogni attività di animazione turistica e consiste nell'entrare in relazione amichevole con gli ospiti presenti nella struttura al fine di facilitarne la socializzazione reciproca, la conoscenza della struttura, delle attività, delle opportunità e dei servizi proposti. Gli strumenti principali di questa attività sono l'accoglienza all'arrivo, il saluto, l'ironia, il buonumore, il dialogo e la conversazione durante la giornata, i pasti assunti in compagnia. 

### Animazione di intrattenimento
Consiste nell'ideazione, organizzazione e realizzazione di una serie di appuntamenti diurni e serali volti a intrattenere gli ospiti. Fanno parte di questa attività l'organizzazione di giochi, la proposizione di spettacoli, gli appuntamenti di tipo sportivo come le lezioni di vari tipi di ballo e ginnastiche, i tornei di giochi sportivi o sedentari, gli spettacoli serali. L'insieme di queste attività rappresenta la struttura portante dell'attività di animazione.

### Animazione di servizio
Si tratta di attività dove è prevalente il fornire informazioni, la gestione delle strutture a disposizione degli ospiti tramite meccanismi di prenotazione, noleggio o semplice regolamentazione, la promozione di escursioni all'esterno, l'istruzione individuale o collettiva di varie discipline sportive, la cura, la custodia e l'intrattenimento degli ospiti più giovani e più piccoli.

### Animazione internazionale
È il tipo di animazione che viene attuato nelle strutture ricettive in cui si trovino ospiti provenienti da Paesi diversi e che quindi abbiano bisogno di animatori in grado di parlare più lingue nelle attività sportive, di miniclub e di intrattenimento. Nelle attività serali e di spettacolo prevalgono il ballo, il canto e la comicità muta o musicale.

## Organizzazione
Il servizio di animazione turistica viene reso attraverso appositi staff o équipe di animatori turistici opportunamente selezionati, formati e organizzati in forma gerarchica: al vertice di ogni gruppo vi è un responsabile unico detto capo-animazione, capo-équipe, o capo-villaggio a cui fanno riferimento dei responsabili di settore. I principali gruppi in cui si suole suddividere il personale di animazione sono:

### Tecnici dello spettacolo
Vi fanno parte le figure professionali principalmente indirizzate a creare, organizzare e realizzare gli spettacoli serali. Fra questi lo scenografo, il coreografo, il tecnico del suono, il direttore artistico, il tecnico delle luci, il disc jockey, la costumista, i musicisti e, negli staff più grandi, comici e ballerini.

### Animatori sportivi
Partecipano a questo settore tutti gli istruttori sportivi delle varie discipline disponibili all'interno della struttura turistica: gli sport più comuni sono il tennis, la vela, il wind-surf, il tiro con l'arco, la canoa, l'equitazione, varie arti marziali, lo sci nautico. In questo gruppo di animatori trovano posto anche gli organizzatori dei tornei sportivi di calcetto, basket, pallavolo, beach volley, pallanuoto e tennistavolo. 

### Animatori di contatto
Si tratta di animatori specificatamente dedicati all'ideazione e conduzione di appuntamenti ludici durante la giornata, di performance spettacolari, di feste a tema e al coinvolgimento degli ospiti nella varie attività proposte dal programma. Un bravo animatore di contatto deve essere in grado di dare informazioni sia sulla struttura turistica che sul territorio circostante, diventando abile nel gestire le conversazioni con gli ospiti, in cui si possono trattare anche argomenti più personali in modo da creare un rapporto di maggiore confidenza. L'animatore di contatto è la vera anima del villaggio, colui che diventa un'icona e un punto di riferimento per tutti gli ospiti, dai più grandi ai più piccoli. 

### Animatori per ragazzi e bambini
Sono gli animatori che si occupano degli ospiti che hanno meno di 18 anni e per i quali i gestori dei villaggi predispongono diversi servizi di custodia e intrattenimento che  prendono differenti nomi commerciali come nursery (0 - 3 anni), babyclub (3 - 6 anni), miniclub (7 - 10 anni), teenclub (11 - 14 anni) e juniorclub (15 - 18 anni). Per ogni categoria vengono proposte attività pensate ad hoc in base all'età dei bambini e ragazzi ospiti della struttura, diversificando l'offerta in modo da garantire intrattenimento (sia giornaliero che serale) per qualsiasi fascia d'età.

### Fitness
Si occupa, durante il diurno, di attività come: aerobica, stretching, yoga, aquagym, balli latino americani, zumba, acquazumba, hydrobike.

### Servizi
Si ritrovano in questo ambito animatori definiti spesso come PR, hostess o steward e che si occupano principalmente dei compiti di informazione, assistenza e accesso alle opportunità offerte internamente o esternamente al villaggio. Questi animatori, insieme agli animatori di contatto, sono coloro che hanno la possibilità di parlare con il maggior numero di persone: a differenza dei contattisti che coinvolgono gli ospiti esplorando l'intero villaggio, le hostess e gli steward svolgono prevalentemente il proprio lavoro all'interno di un apposito info point, in modo da creare un punto informazioni ben riconoscibile da ogni ospite della struttura. Hostess e steward, inoltre, svolgono insieme agli animatori di contatto il servizio di accoglienza all'ospite.

### Assistenti ai bagnanti
Solo coloro che durante il lavoro diurno si occupano della sicurezza in mare o in piscina. Benché non svolgano attività di animazione, presso alcune strutture e organizzazioni, potrebbero essere chiamati a partecipare all'animazione serale (spettacoli e balli).

### Cantanti o Piano Bar
Intrattengono gli ospiti nel pre-serata (dall'ora dell'aperitivo o dal periodo di tempo che precede lo spettacolo) con canzoni e musica dal vivo. A seconda dell'organizzazione aziendale e dalla situazione contrattuale, potrebbe partecipare anche agli spettacoli serali. È importante infatti distinguere la figura del così detto "animatore cantante" da quella dell'intrattenitore piano bar che però viene coinvolto nelle attività dell'animazione.

## Modelli di mercato
Il mercato dell'animazione turistica si sviluppa attraverso tre modelli principali: una organizzazione interna, un servizio acquistato da organizzazioni esterne o una formula mista. In genere nel mercato italiano i grandi tour operator proprietari di marchi a forte penetrazione commerciale prediligono impostare il servizio di animazione come un servizio interno alla propria organizzazione aziendale, anche se negli ultimi anni anche i tour operators si affidano sempre di più ad agenzie d'animazione esterne, seppur mantenendo il marchio aziendale proprio.

## Curiosità
Molti personaggi del mondo dello spettacolo italiano hanno cominciato la loro attività professionale lavorando come animatori in villaggi turistici: fra i molti si possono citare Fabio Alisei, Ruggero Andreozzi, Max Angioni, Bruno Arena, Ettore Bassi, Marco Bazzoni, Alessio Boni, Toni Bonji, Gabriele Brocani, Stefano Calvagna, Fabio Canino, Diego Casalis, Piero Chiambretti, Stefano Corti, Giobbe Covatta, Loredana De Nardis, Uccio De Santis, Maurizio Di Maggio, Salvo Ficarra, Rosario Fiorello, Beppe Fiorello, Giovanni Floris, Sergio Friscia, Veronica Gatto, Massimo Ghini, Chicco Giuliani, Giulio Golia, Nello Iorio, Maurizio Lombardi, Marco Lui, Melania Maccaferri, Giancarlo Magalli, Teo Mammucari, Stefano Meloccaro, Max Parodi, Andrea Perroni, Angelo Pintus, Antonello Piroso, Andrea Pucci, Peppe Quintale, Mauro Repetto, Paolo Ruffini, Walter Santillo, Simonetta Spiri, Fabio Troiano, Rania Zeriri, Mohamed Zouaoui.